# 梶原悠未

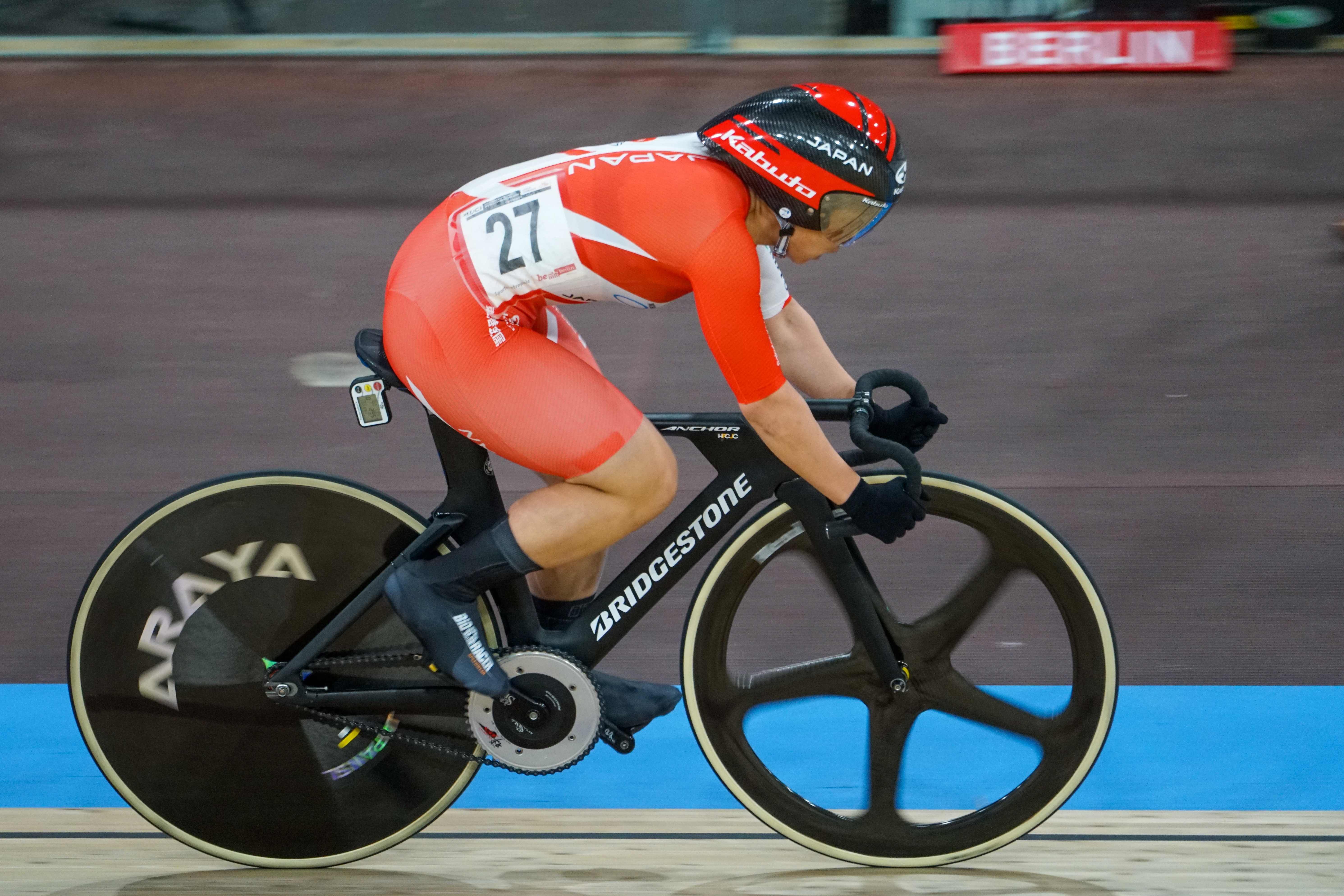
2020年世界選手権

梶原 悠未（かじはら ゆうみ、1997年4月10日 - ）は、埼玉県和光市出身の女子自転車競技選手。筑波大学体育専門学群卒業。筑波大学大学院 人間総合学科学術院 人間総合学科研究群 博士前期課程 体育学学位プログラム修了。血液型はO型。

## 経歴
水泳で小学4年からジュニアオリンピックに毎年出場したが、中学3年の時に全国大会出場を逃した悔しさから新しいスポーツをしてみたいと考えるようになり、父の勧めでボートレーサー養成所「やまと競艇学校」を受験したが落ちた。筑波大学附属坂戸高等学校に入学後、自転車競技部の顧問の誘いで自転車競技を開始。全くの未経験から練習を始め、わずか2か月でインターハイ出場を決め、10か月後の全国選抜大会では出場した3種目全てで優勝。翌2015年のジュニアアジア選手権では5冠を達成。
インカレで実績を残す大学からの誘いも来たが、「世界一を目指すための環境を自分で作れる」と思い強豪ではない筑波大学に進学。自らトレーニングメニューを考え、母が国内のレースに全て帯同し、練習ではオートバイで並走するなど支えた。
大学を卒業後、2020年5月1日に学校法人タイケン学園のスポーツアドバイザーに就任。6月4日に東京オリンピック自転車競技トラック代表に選出。
2021年8月、2020年東京オリンピックの自転車競技に出場。6日の自転車トラック女子マディソンに中村妃智と出場したが、2周の周回遅れとなり途中棄権の13位となった。8日の女子オムニアムでオリンピック自転車競技日本人女子選手で初の銀メダルを獲得。有観客会場で唯一、表彰台でメダルを授かった日本人選手となった。出身地の埼玉県和光市から同市初の市民栄誉賞を贈られた。
2022年4月、日本ウェルネススポーツ大学専任講師。
2023年2月、パリオリンピックを目指し、約半年間スイスに活動拠点を置き、ワールドサイクリングセンターのロードチームに日本女子では初めて加入。自転車競技の本場の欧州で課題の持久力の強化を図った。
帰国後、レース中の落車事故で左膝のじん帯を損傷するなど相次ぐ怪我に見舞われ、また母が持病を悪化させ二度の手術を受けるなどアクシデントもあったが、オリンピック前最後の国際大会となったUCIトラックネイションズカップ第2戦ではオムニアムとエリミネーションで金メダル、チームパシュートで銅メダルを獲得。
2024年8月に行われたパリオリンピックの自転車競技では女子チームパシュートと女子オムニアムに出場。パシュート予選は内野艶和、池田瑞紀、垣田真穂とともに出場し、日本記録を更新する4分13秒818のタイムでフィニッシュしたが、全体10位で予選敗退となった。オムニアムは世界ランキング1位で迎え金メダルを期待されたが、最初の種目のスクラッチで16位と出遅れ、2種目目のテンポも一度も先頭に立てず、3種目目の得意種目エリミネーションでは全選手中2人目の脱落となり3種目を終えた時点で20位。メダルの可能性が遠のいた3種目目終了後、母から電話で「自分のために最後まで全力を尽くして」と伝えられ気持ちを切り替え、最終種目のポイントレースではラップポイントを獲得し巻き返したが、序盤の出遅れが響き17位に終わった。

## 人物
- 小学校時代は水泳・ピアノ・書道・バレエなど5つの習い事をしていた[18]。
- ヘルメットの重要性を説いている。競技中に落車して大きなケガをしたときに、ヘルメットをかぶっていたから頭を守れて命も守ることができたことが根拠[19]。

## その他の主な出場歴
2014年
- ジュニア世界選手権自転車競技大会・ポイントレース　2位[20]
- 全日本選手権ロードレース・女子ジュニア + U-17　優勝

2015年
- ジュニア・アジア自転車競技選手権大会
  - ポイントレース　優勝[21]
  - 団体追い抜き　優勝（+ 鈴木奈央、橋本優弥、古山稀絵）[22]
  - 個人追い抜き　優勝[23]
  - 個人ロードレース　優勝[24]
  - 個人タイムトライアル　優勝[25]

- ジュニア世界選手権自転車競技大会トラックレース
  - ポイントレース 2位
  - 団体追い抜き 3位

- 世界選手権自転車競技大会ロードレース
  - ジュニア女子ロードレース 4位

2016年
- 全日本選手権個人タイムトライアル 2位

2017年
- UCIトラックワールドカップ 第2戦 女子チームパーシュート3位（日本チームの一員として参加）
- UCIトラックワールドカップ 第3戦 女子オムニアム 優勝　金メダル（全4種目1位の完全優勝）
  - 日本の女子自転車競技選手として、オリンピック・世界選手権・ワールドカップの自転車競技全種目を通じて、史上初の金メダル[26]。
- UCIトラックワールドカップ 第4戦 女子オムニアム 優勝　金メダル[27]

2018年
- 全景貴州女子国際公路自行車賽 (Panorama Guizhou International Women、中国貴州省)　ポイント賞（第2、4、5ステージ優勝）
- 全日本選手権個人タイムトライアル 優勝

2019年
- The 60th Anniversary Thai Cycling Association　総合優勝（第2ステージ優勝）[28][29]

2020年
- 世界選手権女子オムニアム 優勝（日本女子初のアルカンシエル獲得）[30]